# غاري براون (لاعب كرة قدم)
غاري براون (بالإنجليزية: Gary Browne)‏ (17 يناير 1983 ببلفاست في المملكة المتحدة - ) هو لاعب كرة قدم أيرلندي شمالي في مركز الهجوم. شارك مع منتخب أيرلندا الشمالية تحت 21 سنة لكرة القدم. أما مع النوادي، فقد لعب مع غلينتوران وليسبورن ديستليري ومانشستر سيتي ونادي كوليرين ونادي لينفيلد ونادي يورك سيتي وويتبي تاون ‏.

## وصلات خارجية
- غاري براون على موقع قاعدة بيانات كرة القدم.إي يو (الإنجليزية)
- غاري براون على موقع Soccerbase.com (لاعب) (الإنجليزية)
- غاري براون على موقع Soccerway.com (الإنجليزية)